# Verni Put
Verni Put (en rus: Верный Путь) és un poble (un possiólok) de l'óblast de Lípetsk, a Rússia, que el 2011 tenia 2 habitants. Pertany al districte rural d'Úsman.